# Хориняк Віктор Вікторович
Віктор Вікторович Хориняк (нар. 1990) — російський актор театру, кіно і дубляжу. Артист Московського Художнього театру імені А. П. Чехова.

## Біографія
Народився 22 березня 1990 року в Мінусинську Красноярського краю. У Віктора є старші брат і сестра.
В дитинстві брав активну участь у самодіяльних виставах, брав участь у конкурсах читців, займався дзюдо, навчався в Норильському кадетському корпусі (Желєзногорськ).
Розглядав можливість вступу в медичний інститут, оскільки результати ЄДІ дозволяли вступити туди без вступних іспитів. Однак потім обрав акторську кар'єру.
Закінчив Школу-студію МХАТ (курс Р. Козака та Д. Бруснікіна). За чотири роки навчання, за його власними словами, проводив на заняттях весь день з 7 ранку до 11 вечора, після чого до 6 ранку працював охоронцем у ресторані.
З другого курсу навчання запрошувався на ролі в МХТ ім. А. П. Чехова. У 2011 році був прийнятий в трупу театру. Також зайнятий в спектаклях театру під керівництвом Олега Табакова.
З 2007 року Віктор Хориняк знімається в кіно, з 2010 року почав активно зніматися в телевізійних серіалах. Набув популярність, знявшись у ролі бармена Кості в телесеріалі «Кухня».
Лауреат премії Олега Табакова (2012).
Активно займається спортом, любить баскетбол і бокс.
Від шлюбу з першою дружиною Ольгою є син Іван.
Дядько Віктора - Олексій Хориняк, заслужений артист Росії (2005), працює в Нижегородському державному академічному театрі драми ім. М. Горького, Лауреат Премії Нижегородської області імені А. М. Горького в номінації «Мистецтво», Лауреат Міжнародного фестивалю театральних капусників «Весела коза»
Лауреат численних російських фестивалів, включаючи «Співають актори драматичних театрів».
Прізвище і прадід актора походять з заходу України.

## Творчість

### Фільмографія
- 2010 — Стройбатя — Віталій, син підполковника Архипова, десантник
- 2011 — Пілот міжнародних авіаліній — Андрій
- 2011 — Чужі крила — епізод
- 2012 — В зоні ризику (7-я серія) — Костя Дергалин
- 2012 — Команда Че
- 2012 — 2016 — Кухня — Костянтин Анісімов, бармен, друг Макса, хлопець, згодом чоловік Насті
- 2013 — Любов — не картопля — Сергій
- 2013 — Нічні ластівки — Микола Шевченко, чоловік Галини
- 2013 — Відлига — Руслан, актор
- 2014 — Контужений — Артем Савушкін
- 2014 — Кухня у Парижі — Костянтин Анісімов
- 2014 — Карнавал по-нашому — Анатолій, племінник дільничного
- 2014 — Обіймаючи небо — Роман Амельченко, льотчик-випробувач
- 2014 — Офіцерські дружини — Олексій Терехов
- 2015 — Молода гвардія — Анатолій Ковальов, молодогвардієць
- 2016 — Тримай удар, дитинко! — Володимир (Вова), помічник тренера
- 2016 — Готель Елеон — Костянтин Анісімов
- 2017 — Останній богатир — Іван Ілліч Найдьонов / Іван-дурень
- 2018 — Пурга — Женя Нікіфоров
- 2018 — Гранд — Костянтин Анісімов
- 2018 — Париж — вістовий 1
- 2019 — Мертве озеро — Михайло Шевчуков
- 2019 — Тверезий водій — Артем
- 2019 — Кухня. Війна за готель — Костянтин Костянтинович Анісімов
- 2020 — Містер Нокаут — Валерій Попенченко
- 2020 — Останній богатир: Корінь зла — Іван
- 2021 — Останній богатир 3 — Іван